# 孝惠章皇后
孝惠章皇后（穆麟德轉寫：hiyoošungga fulehun eldembuhe hūwangheo；1641年11月5日—1718年1月7日）姓博爾濟吉特氏，名阿拉坦琪琪格，蒙古科尔沁部人。顺治帝第二任皇后，昭聖太皇太后姪孙女。
大清崇德六年十月三日生，清康熙五十六年十二月丙戌崩，年七十七岁。她是中国历史上在位时间最久的皇太后，共57年（1661年—1718年）。同时也是中国历史上身居后位（包含皇后、皇太后）时间最长的人，共64年（1654年—1718年）。

## 家世
孝惠章皇后出身科爾沁部左翼扎薩克家族。祖父忠親王寨桑之次子查罕（卓禮克圖親王乌克善之弟，昭聖太皇太后之兄)；父綽爾濟，本為科爾沁鎮國公，康熙元年，疑因女為太后故晉封貝勒，康熙九年十二月薨；母亲为阿巴泰之女。綽爾濟有子七人，其中长子鄂緝爾，襲封科爾沁貝勒，次子纳穆齐，三子诺木德力格日鲁齐格，四子额尔德尼，此四人与孝惠章皇后同母。绰尔济第五子必力根达来、第六子莫日根必力吐格、第七子敖特根达来为同一侧福晋所生。孝惠章皇后为绰尔济第三女，大姐为嫁简亲王济度，二姐嫁阿巴泰之孙，四妹博爾濟吉特氏，同侍世祖順治帝，康熙十二年(1673年)，康熙帝尊封嫡母親妹皇考淑惠妃。五妹嫁阿巴泰另一个孙子。

## 早年
順治十年八月，順治帝廢掉元，降其為靜妃，改居側宮 。元后額爾德尼本巴是昭聖皇太后同族姪女。同年九月，禮部向順治帝進言，表明中宮之位不宜久虛，建議順治帝盡早冊立中宮，順治帝命羣臣商議此事，結果在十月，羣臣商議後，認為要在「在內滿洲官民女子；在外蒙古王貝勒以下，大臣以上女子」中選出皇后。
順治十一年五月，聘「科爾沁國鎮國公綽爾濟女」為妃，順治帝派遣鎮國公巴布泰、內大臣巴圖魯公鰲拜、禮部侍郎渥赫、理藩院侍郎沙濟達喇等人前往參與行聘禮，聘禮有馱甲冑玲瓏鞍馬五疋、緞五十疋、青布百疋、以及金茶筒和銀盆各一件，並且設宴宰殺九頭牛和七十二隻羊。同年六月十六日，冊立「廓兒沁國鎮國公綽爾吉之女博爾吉金氏」為皇后，皇后為昭聖皇太后親自挑選的。
順治十二年，皇后出痘，順治帝避居南苑。皇后病情很嚴重，順治帝十分擔憂皇后，因此命令為人恭敬謹慎的內大臣索尼留在內庭保護皇后。索尼真心誠意地保護皇后，盡心盡力，考慮周全，使皇后不藥而愈。同年十二月，順治帝特賜敕書一道褒獎索尼。
順治十三年八月，董鄂氏被封為賢妃，同年九月，晉為皇貴妃。皇貴妃謙遜恭敬地侍奉皇后，甚至稱皇后為母親，皇后亦視皇貴妃為同事一夫的妹妹。順治帝認為皇后是敦厚樸實的人，然而缺乏治理後宮的才能，幸好皇貴妃才德皆備，可以輔助皇后治理後宮和侍奉皇太后。
順治十四年冬旬，昭聖皇太后患病，順治帝和皇貴妃董鄂氏在皇太后身邊朝夕侍奉，廢寢忘食，順治帝甚至前往天帝壇祈禱，但皇后並沒有前來探望皇太后，也沒有派人前來問候。順治十五年正月，順治帝諭禮部，指出皇后平時恭謹地定省，謹慎勤奮，沒有過失，平時亦受到皇太后的厚愛，但皇太后之前患病期間，皇后向皇太后問安的禮節做得不完備。雖然皇后得到皇太后的諒解，但仍引起順治帝的不滿，因此暫時停止其中宮箋奏等項，而皇后位號及冊寶則獲保留 。當皇貴妃得悉順治帝以皇后有違孝道為由，諭令群臣議論廢后之事時，長跪且磕頭，告稱皇后亦擔憂着皇太后的病情，只是一時思慮不周，才沒有前來探望皇太后，若順治帝廢掉皇后，自己必然不敢再生存下去。同年三月，順治帝諭禮部，表示皇太后先前剛剛痊愈，所以未有將停進中宮箋奏等事告訴她，現在順治帝將此事告訴皇太后後，皇太后念在皇后年紀小，尚未熟習禮節，而皇后又一向受到她的眷爱，因此順治帝遵奉皇太后的意願，下令照舊呈進中宮箋奏等項。
順治十五年某月，皇后病危，順治帝親自照料皇后，皇后宮里的侍御才有些時間休息，但皇貴妃竟五天五夜沒有休息，有時為皇后誦讀史書，有時則跟皇后談些家常來解悶。當皇貴妃走出皇后寢宮門口時，含淚地表示順治帝命令她照料皇后，如果皇后未能痊愈，她還可以做什麼。
順治十七年十二月，順治帝向禮部表示不用舉行元旦慶賀禮，又提及皇太后曾經下達旨意，不用皇后朝謁慈寧宮，於是皇后已經有三四年沒有朝謁皇太后，順治帝命禮部以後不用開列具奏行禮事宜中有關皇后的部分。

## 太后生涯
順治十八年正月初七日子時，順治帝駕崩，佟氏所生的皇三子玄燁登極。康熙帝登極後，暫稱嫡母博爾濟吉特氏為「聖母皇后」(按清朝禮法嫡母應為母后皇太后、親母則為聖母皇太后)。康熙元年八月，康熙帝下旨尊封其為母后皇后，生母佟氏只是母后，十月初三日，正式被尊封為仁憲皇太后 ，居慈仁宮（位置不詳）。
康熙十二年（1674年），仁憲皇太后親妹被康熙帝尊封為皇考淑惠妃。
康熙十八年十二月初四日，宜嬪郭絡羅氏生皇五子胤祺，胤祺由皇太后撫養。
康熙十九年（1680年）十月初三日，為仁憲皇太后四十岁诞辰。此日，康熙皇帝破例“不理政事”。上午，皇室内部即已举行活动，昭聖太皇太后，仁憲皇太后，康熙帝，皇太子胤礽等祖孙四代欢聚一堂，庆贺仁宪皇太后寿辰。
康熙二十二年七月，駐蹕上都畢喇地方的康熙帝給皇太后寫信，提及自己和太皇太后已回鑾，即將到達北京，又表示自己已有兩個月時間沒有看見皇太后，為表達思念之心，便用鳥槍捕獵，並親自處理捕獵所得的鹿尾，醃曬成乾，命令坐塘筆帖式等人趕快將其帶到宮中，讓皇太后品嘗。
康熙二十二年九月二十二日，德妃烏雅氏生固倫溫憲公主，公主由皇太后撫養。
康熙二十六年十二月二十五日，昭聖太皇太后去世，皇太后告訴康熙帝太皇太后曾對她說自己去世後，康熙帝不用割辮，但康熙帝聽到這番話後，仍然割辮；十二月二十七日，康熙帝對諸王、大臣等表示皇太后身體素弱，加之太皇太后病重時，朝夕侍奉太皇太后，因而變得消瘦。當太皇太后去世時，皇太后非常悲傷和哀痛，早晚不肯離開梓宮半步，甚至連進食時也不肯離開，身體因而更加羸弱，而諸王妃、郡主等舉哀時，皇太后非常哀傷地大哭，幾乎倒向地面。康熙帝認為現在地位最尊貴的人只有皇太后一人，自己看見她身體變得羸弱時，便盡力安慰和勸解她，希望她回宮休息，可惜她不答應。因此，康熙帝希望諸王、大臣等奏勸皇太后，請她回宮休息一會兒。皇太后反指康熙帝很有孝心，在太皇太后患病和去世後，都很勤勞地辦理相關事務，因而變得消瘦，令她心裏變得不安定，希望諸王、大臣等應該先勸康熙帝節哀，但是，她同意自己回宮能夠安慰到康熙帝之心，於是在下午獻食後，就會率領眾妃離開，聚集於別宮，並且表示明日開始，每日三次獻食後，就會回到別宮。
康熙二十八年十一月，康熙帝下旨表示自己之前因皇太后所居的寧壽舊宮已有一定的歷史，而下令建造一座比舊宮更加弘敞輝煌的宮院讓皇太后居住，如今有關工程已經完成，可以讓皇太后移居，同年十二月初四日，皇太后移居寧壽新宮，康熙帝率領王公，內大臣、侍衞等向皇太后行禮。
康熙三十五年（1696年），康熙帝北巡，適逢仁宪皇太后壽辰，奉書稱祝，仁憲皇太后亦遣送衣裘，康熙帝雖因河未冰不能服，仍上書表示待天寒必歡喜服之，又遣送水果乾、土產至宮中，令總管太監顧問行請仁憲太后嘗鮮。
康熙三十七年春旬，皇太后的眼睛出現小毛病，至夏天時仍沒有改善，康熙帝便在空餘時間親自抄寫經文。
康熙三十八年三月，隨行陪侍康熙帝南巡的後宮王氏尋親成功，帶領母親拜見皇太后，並將之前發生的事情奏聞皇太后，皇太后對王母說：「你好生得好女孩兒。」後宮王氏對皇太后說：「今沒甚物與之，欲將衣賜能否？」皇太后答應賞賜衣物給王母。後宮王氏又說：「與之簪能否？」皇太后答應賜簪給王母，又賜黃金、緞匹給王母，王母便向皇太后謝恩。
太后六十、七十壽辰，康熙帝均親製詞賦大禮以祝，然仁憲皇太后均以崇尚節儉故，有時會下旨停止宴飲。康熙帝曰：「蟒式舞者乃满洲筵宴大礼，至隆重欢庆之盛典。向来皆诸王大臣行之。今岁仁憲皇太后七旬大庆、朕亦五十有七、欲亲舞称觞。」是日、康熙于仁憲太后宫进宴，仁憲皇太后升座。乐作。玄燁康熙近前起舞进爵。
康熙四十七年九月，康熙帝得悉太子窺視幔城後，親筆寫了一封信送回宮中，要宮內假稱太后生病，請聖駕速歸。
康熙五十二年（1713年）十月三十日，仁憲皇太后之妹淑惠妃以七十餘歲逝世，太后本人亦年齡老邁髮蒼齒搖，心中不樂。而後對康熙語曰：「牙齒動搖，其已脫落者，則痛止，其未脫落者，痛難忍」，康熙則對曰：「太后聖壽已逾七旬，孫及曾孫殆及百餘，且太后之孫，皆已鬚髮將白而牙齒將落矣，何況祖母享如此高年。我朝先輩，常言老人牙齒脫落，于子孫有益，此正太后慈闈福澤綿長之嘉兆也」，仁憲皇太后聞言歡喜倍常，笑曰：「皇帝此語，凡我老嫗輩，皆當聞之而生歡喜也！」（事見《康熙帝家訓格言》）
康熙五十六年十二月六日（1717年1月8日），仁憲皇太后亦病重，康熙帝亦因廢太子之事心力交瘁，以致頭眩足腫不能行，仍以帕裹足至寧壽宮親奉湯藥。仁宪皇太后昏迷之際，康熙帝跪於床下，捧仁宪皇太后手呼曰：「母后，臣在此」。仁憲皇太后聞言，「張目而視，不能語，執帝手視之」。同日酉時，仁憲皇太后崩逝於紫禁城寧壽宫內，享壽七十七歲。

## 死後追榮
康熙帝號慟欲絕，堅行割辮之禮以盡哀思，不亞於孝莊文皇后去世。当时有大臣认为孝康皇后祔庙时间已久，想使孝惠章皇后的神主排在后面。大学士王掞说：「陛下圣孝格天，曩时太皇太后祔庙，不以跻孝端上，今肯以孝康跻孝惠上乎？」。最后康熙帝认为王掞说得对，命令改正。
仁宪皇太后徽號原有：仁憲恪順誠惠純淑端禧。修正更改徽號並加上諡號：孝惠仁宪端懿纯德顺天翊圣章皇后，諡號簡稱：孝惠章皇后。
雍正及乾隆年間累加諡號，稱：孝惠仁憲端懿慈淑恭安純德順天翼聖章皇后，簡稱：孝惠章皇后。
孝惠章皇后葬於順治帝孝陵之東邊，稱孝東陵。孝康章皇后佟佳氏、孝獻端敬皇后董鄂氏與清世祖同葬於孝陵。康熙帝僅上世祖順治帝諡號章字於嫡母孝惠章后、生母孝康章后，並稱章皇后、同祔太廟。

## 艺术形象

### 文学形象
孝惠章皇后是金庸武侠小说《鹿鼎记》的主要配角，书中多称其为“太后”，但大多数场景中是以假太后的形象出现，其真实身份为明朝将领毛文龙之女毛东珠。崇祯二年，毛文龙被袁崇焕杀害，毛东珠投奔神龙教，习得绝世武功“化骨绵掌”，被派往清朝皇宫中卧底，伺候顺治帝的皇后。毛东珠平时注意模仿皇后的言谈举止，伺机将皇后制服并软禁在寝宫的暗格中，逼问其有关大清龙脉的《四十二章经》下落，自己则用易容术化妆成皇后的模样，撤换了大部分宫人，深居简出，以免暴露。顺治十二年，毛东珠与情夫生下私生女建宁公主。顺治十七年，毛东珠用化骨绵掌杀害了孝康章皇后、董鄂妃、贞妃，以及尚在襁褓中的荣亲王，顺治帝心灰意冷，在五台山清凉寺出家。三阿哥玄烨登基为帝，改元康熙，尊嫡母为皇太后，毛东珠得以更方便地在宫中安排人手，寻找经书。
太后一角首次出场于第六回（康熙八年），奉旨调查孝康章皇后、董鄂妃、贞妃和荣亲王遇害一案的宦官海大富发现四人之死实为当今太后所为，在与太后交手的过程中被杀，这一秘密被混入宫中的韦小宝听到。多年的潜伏生涯使毛东珠对康熙帝产生了几分真挚的母子之情，为其铲除鳌拜，重振朝纲出谋划策（实际上合并了孝庄文皇后的一部分言行），对女儿建宁公主更是无比骄纵溺爱，对董鄂妃的嫉妒之情也是溢于言表。第二十五回，九难（明思宗之女长平公主）进宫寻找《四十二章经》，与假太后交手，将其化骨绵掌震回其体内。无奈之下，毛东珠卸下伪装，向九难承认自己假扮太后，并指出真太后所在，得以活命，但武功尽废，这一幕被同样在寻找经书的韦小宝偷窥到。第二十八回，韦小宝带领康熙帝撞破假太后与情夫瘦头陀偷情，瘦头陀偕毛东珠越墙而走，康熙帝遂救出真太后。重见天日的太后十分厌恶毛东珠的孽种建宁公主，要求康熙帝将其处死，康熙帝不肯，遂命其远嫁平西王吴三桂世子吴应熊。太后从此不愿见到建宁公主，建宁不解。第四十二回，韦小宝在扬州抓获毛东珠，将其带回宫中请赏，但太后被瘦头陀胁迫，让瘦头陀和毛东珠乘坐太妃的轿子离开皇宫，二人却被闯入宫中行刺康熙帝的天地会高手归辛树一家误杀身亡。

### 艺术形象
| 年份 | 类别   | 影视剧             | 演员   |
| ---- | ------ | ------------------ | ------ |
| 1977 | 电视剧 | 《鹿鼎记》         | 湘漪   |
| 1983 | 电影   | 《鹿鼎记》         | 楚湘云 |
| 1984 | 电视剧 | 《鹿鼎记》         | 呂有慧 |
| 1984 | 电视剧 | 《鹿鼎记》         | 胡錦   |
| 1985 | 电影   | 《天官赐福》       | 恬妮   |
| 1992 | 电影   | 《鹿鼎记》         | 张敏   |
| 1997 | 电视剧 | 《施公奇案》       | 李璇   |
| 1998 | 电视剧 | 《鹿鼎记》         | 程可為 |
| 2000 | 电视剧 | 《怀玉公主》       | 陳莎莉 |
| 2001 | 电视剧 | 《怪俠歐陽德》     | 許秀年 |
| 2003 | 电视剧 | 《少年天子》       | 王灵   |
| 2006 | 电视剧 | 《青天衙门》       | 潘虹   |
| 2007 | 电视剧 | 《青天衙门2》      | 潘虹   |
| 2008 | 电视剧 | 《鹿鼎记》         | 高远   |
| 2012 | 电视剧 | 《深宫谍影》       | 米雪   |
| 2013 | 电视剧 | 《新施公案》       | 陳莎莉 |
| 2014 | 电视剧 | 《鹿鼎记》         | 米雪   |
| 2015 | 电视剧 | 《多情江山》       | 米露   |
| 2016 | 电视剧 | 《寂寞空庭春欲晚》 | 杨明娜 |
| 2020 | 电视剧 | 《鹿鼎记》         | 王秀竹 |

## 延伸阅读
[在维基数据编辑]
 《清史稿/卷214》，出自趙爾巽《清史稿》
 在维基共享资源阅览影像